# Sarada
Sarada – rodzaj jaszczurek z podrodziny Draconinae w obrębie rodziny agamowatych (Agamidae).

## Zasięg występowania
Rodzaj obejmuje gatunki występujące endemicznie w stanie Maharasztra i Karnataka w Indiach.

## Systematyka

### Etymologia
Sarada: nazwa Sarada oznaczająca w marathi „agamę”.

### Podział systematyczny
Do rodzaju należą następujące gatunki:
- Sarada darwini Deepak, Karanth, Dutta & Giri, 2016
- Sarada deccanensis (Jerdon, 1870)
- Sarada superba Deepak, Karanth, Dutta & Giri, 2016